# Henry Dyer
Henry Dyer (16 août 1848 - 25 septembre 1918) est un ingénieur écossais qui fut conseiller étranger au Japon pendant l'ère Meiji. Il a notamment contribué à établir l'enseignement technique sur le modèle occidental au Japon.

## Enfance et formation
Henry Dyer est né le 16 août 1848 dans le village de Muirmadkin (aujourd'hui intégré dans la ville de Bellshill) dans la paroisse de Bothwell (aujourd'hui dans le North Lanarkshire).
Vers 1865, la famille Dyer s'installa à Glasgow où Henry travailla dans une fonderie. Il apprit le métier d'ingénieur auprès de Thomas Kennedy et de A C Kirk. Dans le même temps, il étudia au collège d'Anderson (qui deviendra plus tard l'université de Strathclyde) où il rencontra Yamao Yōzō.
Dyer intégra l'université de Glasgow en 1868. Il fut le premier Écossais à bénéficier de la bourse Whitworth, qui était réservé aux jeunes doués en mécanique. Henry Dyer fut diplômé en 1873 avec un « certificat de maîtrise de génie civil ».

## Au Japon (1873-1882)
Pendant que la mission Iwakura visitait le Royaume-Uni, Dyer, qui avait 25 ans, fut recommandé à Hirobumi Itō par son professeur, William Rankine, pour le poste de principal et de professeur de génie civil à l'école impériale d'ingénieurs du Japon récemment fondé à Tokyo. Dyer y fut nommé en 1872.
Le gouvernement du Japon de l'époque s'efforçait activement à apprendre les connaissances de l'Occident pour pouvoir rattraper son retard. Le système éducatif que Dyer mit en place dans son nouvel établissement requérait que l'étudiant passe deux ans sur des sujets généraux et scientifiques, puis deux ans sur des sujets techniques dans le domaine choisi par l'étudiant, et deux autres années uniquement sur de la pratique.
Pour peaufiner la formation des futurs ingénieurs japonais, Dyer aida à fonder le corps de génie civil Akabane, le plus grand du Japon. La plupart des grands travaux de génie civil de la fin du XIXe siècle au Japon furent menés par ses anciens élèves, et Dyer en a aussi envoyé beaucoup à Glasgow pour finir leurs études.
Quand il quitta le collège en 1882, il fut fait principal honoraire et l'empereur Meiji le décora de l'ordre du Soleil levant (3e classe), la plus haute distinction japonaise accessible aux étrangers. Il avait réussi à établir un système efficace de formation en génie civil et a grandement contribué à transformer le Japon en puissance industrielle.

## Retour en Écosse (1882-1918)
Henry Dyer retourna en Écosse et devint directeur à vie en 1886 de l'université de Strathclyde (ancien collège d'Anderson où il avait fait ses études) puis directeur de l'école d'agriculture d'Écosse. Il devint membre du bureau éducatif de Glasgow en 1891 et en fut président de 1914 à sa mort.
Dyer était fondamentalement pro-japonais. Il aidait les étudiants, ingénieurs et stagiaires japonais et avait un allié indéfectible en la personne du capitaine McFarlane de la compagnie Brown qui était chargé de convoyer au Japon les premiers navires construits sur le fleuve Clyde. Dyer travailla comme agent de liaison officieux pour le gouvernement japonais à Glagow et grâce à ses efforts l'université de Glasgow commença à donner cours de japonais en 1901. La même année, les professeurs Sakurai Jōji et Iijima Isao de l'université impériale de Tokyo reçurent des diplômes honoraires pendant le 9e jubilé de l'université.
Le bâtiment Henry Dyer (nommé en son honneur) de l'université de Strathclyde abrite le département d'architecture naval et de génie maritime.

## Publications
- The Evolution of Industry (1895)
- Dai Nippon: The Britain of the East (1904)
- Japan in World Politics (1909)
- Écrits collectés de Henry Dyer en cinq volumes (2005), Tokyo[1]